# لگوندنیا
لگوندنیا (به لاتین: Legundeniya) یک منطقهٔ مسکونی در سری‌لانکا است که در استان مرکزی (سری‌لانکا) واقع شده‌است.